# Spoorlijn Saint-Étienne - Andrézieux
De spoorlijn van Saint-Étienne naar Andrézieux is de eerste spoorweg ter wereld die buiten Groot-Brittannië werd aangelegd, die ook gebruikt werd voor het reizigersvervoer. Via een koninklijk besluit werd in 1823 door koning Lodewijk XVIII van Frankrijk aan Louis-Antoine Beaunier opdracht gegeven om de spoorlijn aan te leggen. Deze spoorlijn met een lengte van 18 kilometer werd op 30 juni 1827 geopend om het transport van steenkool afkomstig uit de mijnen van Forez naar de rivier de Loire te waarborgen. Deze spoorlijn markeerde het begin van de groei van het spoorwegnet in Frankrijk.

## Geschiedenis

### De eerste spoorwegconcessie van Frankrijk
Omstreeks 1814-15, aan het einde van het Eerste Franse Keizerrijk en het begin van het tijdperk van de Restauratie, was het steenkoolbekken bij de Loirerivier het grootste van Frankrijk en Saint-Étienne een van de grootste steden. De bestaande verbindingen waren echter ontoereikend voor de behoeftes van de industrie en de mijnen.
Na hun studiereis in Engeland kwamen twee lokale ingenieurs, Louis de Gallois en Louis-Antoine Beaunier, tot het besluit dat een spoorweg noodzakelijk was.
Op 5 mei 1821 diende Beaunier, in samenwerking met financiers die belangen hadden in de regio, een aanvraag in voor de concessie van een spoorlijn van Saint-Étienne naar Andrézieux met een lengte van bijna 23 kilometer.
Bij koninklijk besluit van 26 februari 1823 werden de heren de Lur-Saluces et al. gemachtigd om, onder de naam ‘Compagnie du Chemin de Fer’, een spoorlijn aan te leggen van de Loire naar Pont-de-l'Âne, over de rivier de Furens (huidige naam Furan), door het steenkoolgebied van Saint-Étienne.
Het vervoer was beperkt tot goederen, met name steenkool. De kilometerbelasting bedroeg 0,0186 Franse francs voor elke hectoliter steenkool of 50 kilo aan goederen.
De vergunning gold voor eeuwig.

### De eerste spoorwegmaatschappij van Frankrijk
Het decreet van 21 juli 1824 gaf toestemming voor het oprichten van een naamloze vennootschap genaamd ‘Compagnie du chemin de fer de Saint-Étienne à la Loire’ (Spoorwegmaatschappij van de spoorweg tussen Saint-Étienne en de Loire). Dit decreet omvatte ook de goedkeuring van de statuten van deze vennootschap en de statuten ten behoeve van het uitvoeren en exploiteren van de spoorlijn. De vennootschap werd voor een duur van 99 jaar opgericht tenzij ze verlengd zou worden.
Het aandelenkapitaal bedroeg een miljoen, dat bestond uit 200 aandelen van ieder 5000 Franse francs. Daar kwamen acht kosteloze aandelen bij voor Louis-Antoine Beaunier, die initiatiefnemer was van de projecten. Hij werd de directeur van de onderneming.

## Ingebruikname

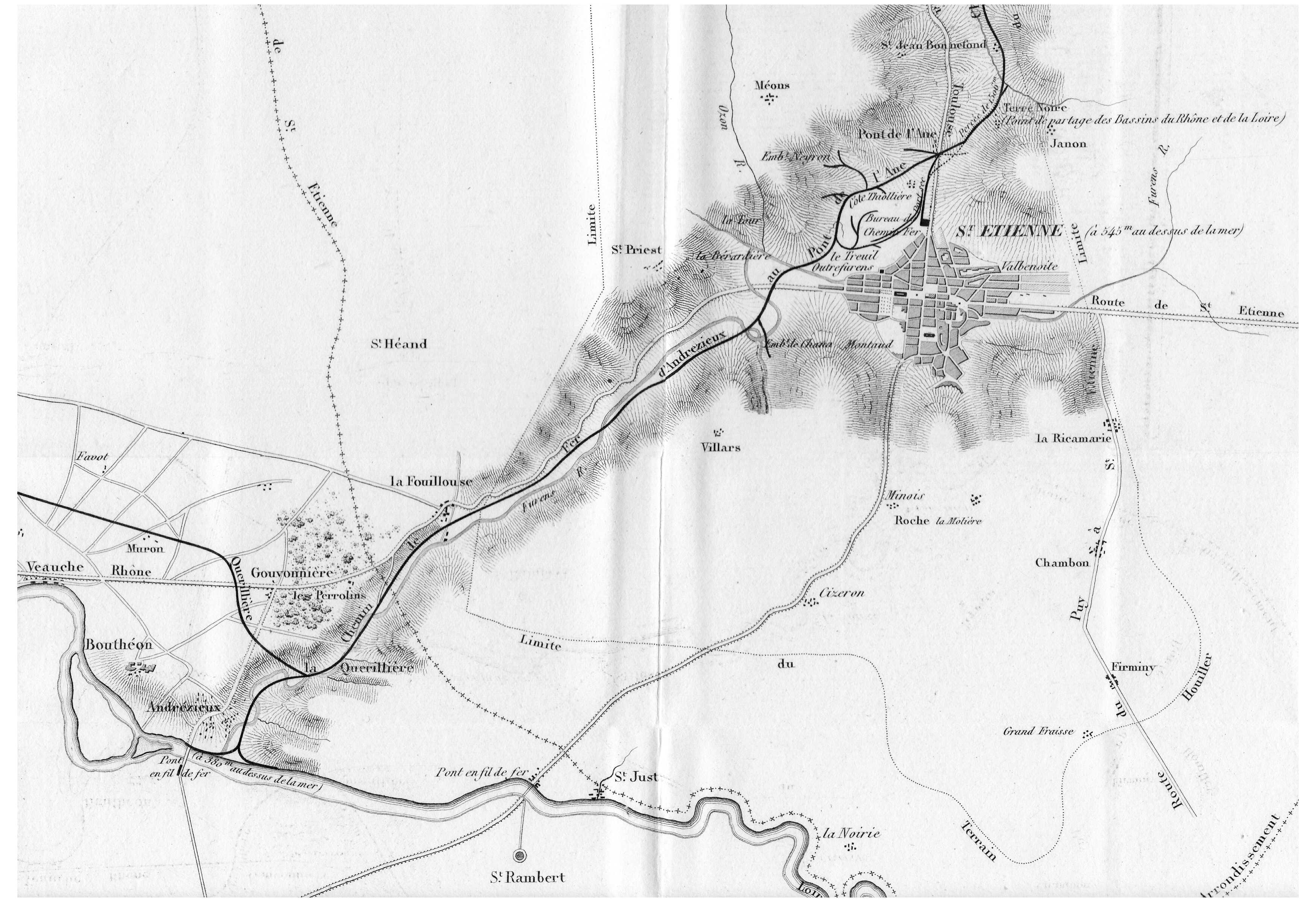
Kaart van de spoorlijn tussen Saint-Étienne en Andrézieux (1837). Let op: Het Noorden is links!

De spoorlijn werd vanaf 1 mei in gebruik genomen voor proefritten en geopend op 30 juni 1827. De zogenaamde officiële opening op 1 oktober 1828 heeft nooit plaatsgevonden, overigens geen enkele feestelijke opening. Het was niet meer dan de datum van het eerste volledige boekjaar.
De eerste spoorlijn was een paardenspoorweg. De spoorlijn was uitsluitend bedoeld voor goederen in wagons, die ook wel ‘door paarden voortgetrokken wagens’ genoemd werden. Op de terugweg vervoerden ze grind, zand en kalk.
Hierbij moet worden opgemerkt dat er een enorm ongemak was vanwege het feit dat ter hoogte van Andrézieux er alleen stroomafwaarts over de Loire gevaren kan worden en slechts gedurende een paar weken in het jaar.
Om die reden kwamen de boten, ‘rambertes’ genaamd, die de verbinding vanaf de spoorlijn stroomafwaarts verzorgden, niet terug. Wanneer ze het eindstation hadden bereikt, werden ze daarom voor een zeer lage prijs verkocht, wat de prijs van het vervoerde steenkool enorm opdreef.

### De sporen
Tussen Saint-Étienne-Pont-de-l'Âne en Andrézieux-Port lag een enkelspoor.
Het spoor van deze eerste Franse lijn gebruikte een systeem waarbij de rails van gietijzer 1,20 meter lang waren en aan de uiteinden steunden op gietijzeren klossen die via draadnagels aan stenen blokken bevestigd waren. Deze draadnagels waren in eikenhouten pinnen (deuvels) geslagen. Bij de aftakking van Treuil is er een hellend vlak van 150 meter waarbij kabels gebruikt worden. Het hoogteverschil is 142 meter. De gemiddelde helling is 7,7 ‰ (maar ook hellingen van 13,4 ‰ en zelfs 15,8 ‰ komen voor. Er is geen tegenhelling.

### Reizigersvervoer
De spoorlijn werd op 1 maart 1832 opengesteld voor reizigers. Het voortbewegen gebeurde nog steeds met dierlijke trekkracht, dit bleef zo tot 1844. Dat was het moment waarop de maatschappij twee Schneider-stoomlocomotieven aanschafte (de Loire en de Furens). Tot 1845 zou er zowel met dierlijke trekkracht als stoom geopereerd worden, respectievelijk voor passagiers en goederen.
Het vervoer van reizigers, die oorspronkelijk niet voorzien was, wordt toevertrouwd aan wegverkeer expediteurs die een tol betalen aan de spoorwegmaatschappij. Het zijn (postkoetswagens) die eenmaal aangekomen bij La Terrasse, losgekoppeld worden van hun wegonderstel om met kraan op een spooronderstel gezet te worden. Door dit systeem hoeven de reizigers niet uit te stappen. Aangekomen in Andrézieux, worden de wagens teruggezet op een wegonderstel en vervolgen hun reis op de weg.
Het traject van 16 km van La Terrasse tot Andrézieux kost 1.10 frank, (er is maar een klasse). Dagelijks verbinden zes treinen Saint-Étienne met Andrézieux (drie in elke richting) met een reisduur van 50 min in de afdaling en 1h10 in de stijging.
In 1835, vervoerd men 100 reizigers per dag voor 10000 tot 12000 frank aan inkomsten.
| 1836 | 36.000 reizigers per jaar |
| (…)  |                           |
| 1842 | 39.585 reizigers per jaar |
| 1843 | 43.481 reizigers per jaar |
| 1844 | 48.263 reizigers per jaar |
| 1845 | 53.081 reizigers per jaar |

In dezelfde periode, vervoerd de spoorweg van Saint-Étienne naar Lyon meer dan 500.000 reizigers per jaar.

### Exploitatie met paarden
De spoorlijn is opgedeeld in secties met wisselplaatsen waar de trekpaarden werden gewisseld:
Na het vertrekpunt Pont-de-l’Âne, op 17.7 km van d’Andrézieux, is de eerste wisselplaats gelegen bij Mottetières op 13.5 km van d’Andrézieux; de tweede bij Mont-Ravel (9.2 km van d’Andrézieux); de derde bij La Rejaillière (4.7 km van d’Andrézieux).
Bij Marais (15.0 km van d’Andrézieux, eerste sectie) is er een aftakking naar Le Treuil (16.0 km) en la Verrière (17.5 km). Bij deze aftakking is er een hellend vlak waarbij de wagens met kabels naar boven worden getrokken.
De paardentractie van de goederenwagons wordt door « particuliere ondernemers » uitgevoerd. De maatschappij beschikt over 160 wagons ; 32 bij beide eindpunten en 32 bij de drie wisselplaatsen.
Van een wisselplaats naar een andere trekt een paard vier wagons in de afdaling, elk gevuld met 24 hectoliter steenkool, zijnde 920 kg (1 hectoliter = 80 kg). De afstand tussen twee wisselplaatsen wordt vier keer per dag afgelegd in beide richtingen. Men gebruikt 40 tot 44 paarden voor de dienst:
- 6 paarden in Andrézieux voor de haven- en magazijndiensten;
- 8 paarden in Andrézieux voor de sectie naar La Rejaillière;
- 16 paarden in de wisselplaats Mont-Ravel (8 voor de dienst naar de wisselplaats La Rejaillière (naar beneden) en 8 voor de dienst naar de wisselplaats Mottetières (naar boven);
- 8 paarden in de wisselplaats Mottetières voor de sectie naar Pont-de-l’Ane en de Treuil aftakking;
- De overblijvende paarden zijn reserve.

Met acht paarden die 16 wagons trekken, zijn het in totaal 128 wagons steenkool die dagelijks op de spoorlijn vervoerd worden naar Andrézieux, zijnde 3072 hectoliters (ongeveer 245 ton). Per jaar, met 312 werkdagen, zijn het 958,464 hectoliters (76600 ton) die vervoerd worden, maar ook ijzer en gietijzer. Op de terugweg naar boven, wordt ongeveer een derde van het gewicht vervoerd die bij de afdaling werd vervoerd, hoofdzakelijk hout, kalk, zand en grind. De afdaling van Saint-Étienne naar Andrézieux wordt in twee uur afgelegd (een gemiddelde van 9 km/u). In de stijgende richting wordt het traject in vier uur afgelegd. Met gemiddelde zachte helling van 8 promille (Saint-Etienne 545 meter, Andrézieux 380 meter boven zeeniveau) wordt het steenkoolvervoer grotendeels door de zwaartekracht voortbewogen. Kranen worden gebruikt voor het overladen in boten en het stockeren in de magazijnen.
Het onderhoud van de spoorlijn wordt per verdrag uitgevoerd door een ondernemer voor 750 frank per maand.
De maatschappij heeft in 1832 zes wachters in dienst die op moeten toezien dat het personeel de omliggende terreinen niet beschadigd en eventuele meelifters verwijderd van de wagons.
De maatschappij biedt een spooraansluiting aan iedereen die hiervoor een aanvraag zouden doen. Behalve de aansluitingen al voorzien in de goedkeuring van het spoorwegtracé in 1824 naar le Treuil et Bérard (geopend in 1827), zijn er diverse aansluitingen waarvoor een 'verklaring van openbaar nut' noodzakelijk is geweest. Dit zijn:
- De aansluitingen naar de mijnen van Chenay (1840)
- van Montrambert bij Quartier-Gaillard naar La Terrasse (1840)
- van Sorbiers naar Pont-de-l’Ane (1856)
- bij Monthieux (1854)
- van Roche-la-Molière naar Cluzel (1857)

Andere aansluitingen zijn gebouwd zonder 'verklaring van openbaar nut'. Hiervoor was een akkoord tussen de betrokken mijn en de maatschappij voldoende.
Om de concurrentie van het wegverkeer (paard en wagen) voor te zijn werden de tarieven in 1828 verlaagd naar 19 centimes per tonne/kilometers (oorspronkelijk 23 centimes) bij de afdaling en 37 centimes bij de stijging. Ondanks de daling van de tarieven zijn de kosten voor het vervoer per weg ongeveer evenveel, daar behalve een paar uitzonderingen, de lading per spoor overgeladen moet worden bij de mijnen of de magazijnen, Een handeling waar extra kosten aan verbonden zijn. (Pas voor grotere afstanden is het spoor concurrerend)
Jaarlijks vervoer in tonnen :
| 1828/1829 | 53.970  |
| 1829/1830 | 70.821  |
| 1830/1831 | 57.787  |
| 1831/1832 | 55.106  |
| 1832/1833 | 60.641  |
| 1833/1834 | 76.532  |
| 1834/1835 | 90.039  |
| 1835/1836 | 117.701 |
| 1836/1837 | 133.524 |
| 1837/1838 | 157.566 |
| (..)      |         |
| 1842      | 206.000 |
| 1843      | 181.000 |
| 1844      | 201.000 |
| 1845      | 191.900 |

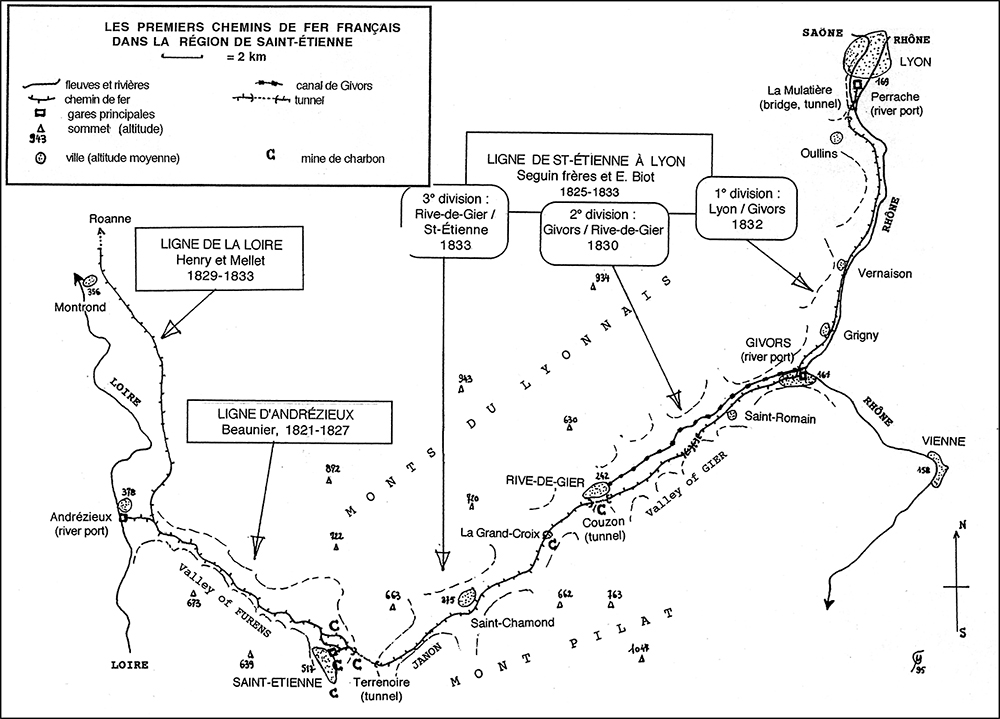
De eerste spoorlijnen rondom Saint-Étienne

Om zijn toekomst te verzekeren, heeft de maatschappij lange termijn akkoorden afgesloten met mijnmaatschappijen, met exclusieve rechten op vervoer van steenkool.
De stagnatie in het vervoer vanaf de jaren 1840 is het gevolg van het belang van het steenkoolvervoer, die in Parijs concurrentie krijgt van steenkoolmijnen in het noorden van Frankrijk en België.
In dezelfde periode, in 1842, de chemin de fer de Saint-Étienne à Lyon vervoerd 500.000 tot 600.000 ton en die van d'Andrézieux naar Roanne 50.000 ton.
De paarden veroorzaken beschadigingen zowel aan de ballast maar ook aan de bevestigingen van het spoor, door modder en grint projecties. Achteraf is vastgesteld dat op secties waar paarden gebruikt worden de onderhoudskosten aan het spoor 25% hoger zijn dan met stoomlocomotieven. In augustus 1834, veroorzaakte een overstroming van de Furens rivier veel schade: twee bruggen et bijna vijf kilometer spoor is beschadigd, waardoor de exploitatie voor een maand stilgelegd moest worden.
Na diverse experimenten vanaf 1843 en gedeeltelijke exploitatie op bepaalde secties, worden stoomlocomotieven voor al het vervoer ingezet vanaf 1845.

## Geleidelijke ontwikkeling van de spoorlijn

### De spoorlijn van Andrézieux naar Le Coteau

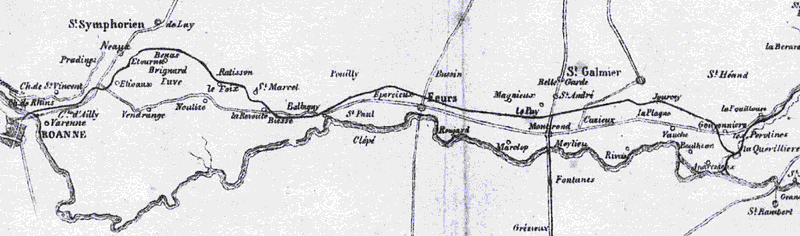
Kaart van de lijn Andrézieux - Le Coteau (bij Roanne) in 1833, met daarop ook de oversteek van de Loire over de Pont de Pierre, die door de gemeenteraad van Roanne werd verboden.

De spoorwegmaatschappij van de Loire van Mellet et Henry legde aan het begin van de jaren 1830 de spoorlijn van Andrézieux naar Le Coteau aan om steenkool uit Saint-Étienne te vervoeren. Le Coteau ligt immers meer stroomafwaarts aan de Loire rivier en is hierdoor beter bevaarbaar. De spoorlijn liep via het oosten om de steden Veauche, Montrond-les-Bains, Feurs en Balbigny heen door de vlakte van de Forez. Vanaf daar kon de trein via vier schuin oplopende vlakken uiteindelijk over het hoogste punt bij Neulise komen. De spoorlijn bereikte dan de vallei van Le Gand rivier onder Saint-Symphorien-de-Lay waar het spoor daarna opging in de lijn Roanne-Lyon, die in 1869 werd geopend.
Bij ieder schuinoplopend vlak wachtte de stijgende wagons op dalende wagons die een contragewicht vormden. Deze wachttijden sloten niet goed aan bij vervoer van reizigers die zich vanaf augustus 1832 evenwel eerst op de laagvlakte ontwikkelde en vanaf 15 maart 1833 op het hele traject.

### De heraanleg in de jaren 1850

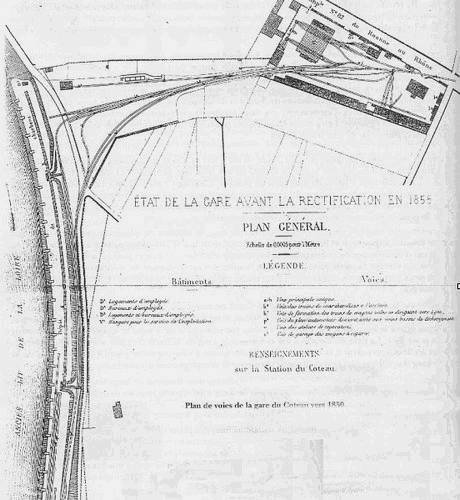
Station en haven van Le Coteau voor 1857

In 1857 werd de spoorlijn tussen Andrézieux - Le Coteau aangepast voor de exploitatie met zwaardere en snellere treinen. Het stuk spoor dat diende om het hogere punt bij Neulise over te komen raakte in onbruik; het was de eerste spoorbaan in Frankrijk die gedeclasseerd werd. Vanaf Balbigny volgde het spoor de rivier tot le Coteau en doorkruiste daarbij zes tunnels. De brug over de Loire tussen Le Coteau en Roanne werd geopend in 1858.
De 'Compagnie du chemin de fer de Saint-Étienne à la Loire' wordt in 1852 opgekocht door de 'Compagnie des chemins de fer de jonction du Rhône à la Loire'. De nieuwe maatschappij moet de oorspronkelijke spoorlijn tussen Saint-Étienne en Andrézieux grotendeels op een nieuw tracé heraanleggen.